# Prognathodon
 Prognathodon  (Gr.: pros = vor; gnathos = Kiefer; odon = Zahn (Syn.: Dollosaurus)) ist eine Gattung der Mosasaurier aus der Zeit der Oberkreide. Mit Prognathodon curri, dessen fossile Überreste am Waipara River (Neuseeland) etwa zwei Meter unterhalb der KT-Grenze gefunden wurden, gehört der jüngste Mosasaurier zu der Gattung.

## Fossilfundorte
Fossile Überreste dieses Mosasauriers wurden 1912 zuerst in Alabama in der Nähe von Selma, dann auch in anderen Regionen Nordamerikas gefunden. Später folgten Funde in Belgien und Marokko. Wahrscheinlich war die Gattung weltweit verbreitet.

## Merkmale
Prognathodon erreichte Längen von 6 bis 12, maximal 13,7 Metern (P. saturator). Er hatte einen schwerer gebauten Schädel als die meisten anderen Mosasaurier, der einen kraftvolleren Biss erlaubte. Die Kiefer waren kurz und schwer, nicht kinetisch und endeten stumpf. Von den meisten anderen Mosasauriern unterschied er sich durch vier Zähne, die abgesetzt von den anderen Zähnen weit am Vorderende (auf der Praemaxillare) des Oberkiefers saßen (Prognathodon = „Vorkieferzahn“). Die restlichen Zähne waren konisch, groß und gerillt. Auch auf dem Gaumenbein saßen sehr große Zähne. Der lange Schwanz hatte am Ende eine hypocerke Flosse, d. h. das Ende der Wirbelsäule biegt sich nach unten und stützt den unteren Teil der Schwanzflosse.
Die Tiere fraßen auch hartschalige Tiere, unter anderem Ammoniten, hatten aber wahrscheinlich ein wesentlich breiteres Nahrungsspektrum.
Sie sind eventuell nah mit Globidens verwandt, einem Mosasaurier mit abgerundeten Zähnen, spezialisiert auf hartschalige Beutetiere.

## Arten
- P. giganteus, Belgien, 10 m
- P. overtoni, Nordamerika (South Dakota)
- P. rapax, Nordamerika
- P. saturator, Niederlande
- P. solvayi, Belgien
- P. stadtmani, Nordamerika (Colorado), 10,5 m
- P. waiparaensis, Neuseeland, 11 m
- ? P. curri Christiansen & Bonde, Negev